# The Lottery Man (pel·lícula de 1919)

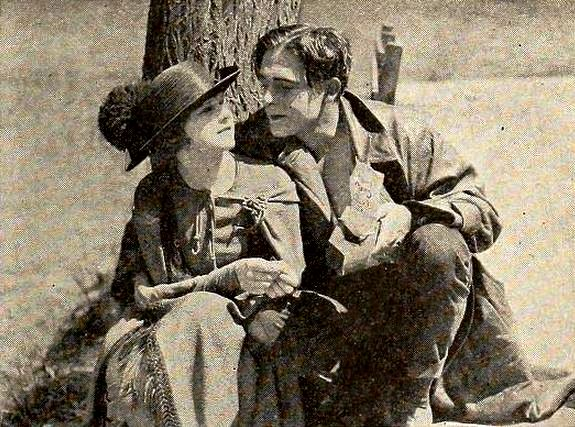
Fotograma de la pel·lícula amb Wanda Hawley i Wallace Reid

The Lottery Man és una pel·lícula muda de la Paramount dirigida per James Cruze i protagonitzada per Wallace Reid i Wanda Hawley. Basada l'obra de teatre homònima de Rida Johnson Young, la pel·lícula es va estrenar el 12 d'octubre de 1919.

## Argument
Foxhall Peyton, propietari d'un diari, deixa a contracor cinc-cents dòlars al seu amic de la universitat i periodista Jack Wright a canvi que escrigui una història que permeti augmentar la difusió del diari. Jack perd els diners a la borsa i per recuperar-los crea una loteria en què el premi per a la dona amb el bitllet guanyador serà ell per com a marit. Mentre centenars de dones de tota condició compren butlletes, Jack s'enamora de Helen Heyer, la cosina de Foxhall per lo que intenta cancel·lar la loteria. No ho aconsegueix i Helen s'assabenta del negoci per lo que el deixa pensant que només actua per diners. Lizzie Roberts, una vella criada, obté el premi, però Nora, la criada de Jack, demostra que Lizzie li va robar la butlleta. Com que Nora està enamorada del majordom de Jack, ven el bitllet a Jack per la meitat de la recaptació. Quan Jack troba Helen, la seva maleta s'obre de cop i mostra els centenars de butlletes que la noia havia arribat a comprar i ells dos acaben abraçant-se.

## Repartiment
- Wallace Reid (Jack Wright)
- Wanda Hawley (Helen Heyer)
- Harrison Ford (Foxhall Peyton)
- Fanny Midgley (Mrs. Wright)
- Sylvia Ashton (Mrs. Peyton)
- Caroline Rankin (Lizzie Roberts)
- Wilton Taylor (McGuire)
- Clarence Geldart (cap de negoci)
- Marcia Manon (Nora)
- Winifred Greenwood (Hewig Jensen)
- Fred Huntley (Hamilton)
- Tully Marshall
- Lila Lee
- Charles Stanton Ogle
- Virginia Foltz